# Asem Margaluyu
Asem Margaluyu is een bestuurslaag in het regentschap Lebak van de provincie Banten, Indonesië. Asem Margaluyu telt 3270 inwoners (volkstelling 2010).